# Dălbok dol
Dălbok dol (bulgariska: Дълбок дол) är ett distrikt i Bulgarien.   Det ligger i kommunen Obsjtina Trojan och regionen Lovetj, i den centrala delen av landet, 110 km öster om huvudstaden Sofia.